# Kraanium
A Kraanium (a név az angol "cranium" szó stilizált alakja) egy norvég death metal együttes. Az Encyclopaedia Metallum oldal szerint a tagok Oslóból, az Egyesült Királyságból, Dániából, Finnországból és Törökországból származnak. A zenekar a brutális death metal és a grindcore műfajokban játszik. Sokan a slamming death metal műfajba is sorolják őket. 2002-ben feloszlottak, de 2006-ban újraegyesültek. Lemezeiket a "Comatose Music" kiadó jelenteti meg.

## Története
2001-ben alakultak meg. A Kraanium eredetileg "színtiszta" norvég együttes volt, de az évek alatt több országból is csatlakoztak tagok a zenekarhoz. Először egy demót adtak ki 2002-ben, majd 2007-ben és 2008-ban újabb demókat jelentettek meg. Első nagylemezüket 2008-ban adták ki. A zenekar diszkográfiája összesen négy nagylemezt, három demót és két split lemezt tartalmaz.

## Tagjai
- Jason Varlamos - gitár (2015-)
- Erhan Karaca - dobok (2016-)
- Mika da Costa - basszusgitár (2017-)
- Jack Christensen - éneklés (2017-)

Korábbi tagok
- Andreas Paulsen - basszusgitár
- Vidar Ernesjo - gitár (2002-2015)
- Johnny Lawless - dobok (2006-2009)
- Ian Slemming - basszusgitár (2006-2015)
- Hannes Nystén - dobok (2010-2011)
- Mitch Rider - dobok (2012, 2015-2016)
- Brad Wroe - basszusgitár (2015-)
- Martin "Mats" Funderud - háttér-éneklés, gitár (2001-2017, 2017-ben elhunyt)

## Diszkográfia
- No Respect for the Dead (demó, 2002)
- Promo 2007
- Promo 2008
- Ten Acts of Sickening Perversity (nagylemez, 2008)
- The Art of Female Sodomy (nagylemez, 2009)
- Goresoaked Slammacre (split lemez a Dormant Carnivore-ral és az Epicardiectomy-val, 2010)
- Post Mortal Coital Fixation (nagylemez, 2012)
- Chronicles of Perversion (nagylemez, 2015)
- The Kraanialepsy Split (split lemez az Analepsy-vel, 2017)
- Slamchosis (nagylemez, 2018)